# كريستيان مارشي
كريستيان مارشي (بالإيطالية: Cristian Marchi)‏ هو ملحن ودي جيه ومنتج أسطوانات إيطالي، ولد في 31 مارس 1976 في مانتوفا في إيطاليا.

## وصلات خارجية
- كريستيان مارشي على موقع ميوزك برينز (الإنجليزية)
- كريستيان مارشي على موقع ديسكوغز (الإنجليزية)